# 餐後嗜睡
餐後嗜睡（英語：Postprandial somnolence）也俗稱為食物昏迷（英語：food coma）或飯氣攻心，是指用餐後出現昏睡或是疲倦的正常情形。餐後嗜睡有二個組成內容：用餐後因為消化道中的食物活化副交感神经所造成的低活力狀態，以及特定狀態下的昏睡或是疲倦。有關餐後嗜睡有許多的理論，例如腦部的血流量下降，一些和消化耦合的訊號造成神經激素調節到容易睡眠的狀態，或是迷走神經的刺激，不過這些理論都還沒有具體的進行實驗。到目前為止已有人體實驗大略的檢查餐後嗜睡時的行為特性，表現方式是腦電圖頻譜的潛在相位移，以及受試者自我報告是否有想睡的情形。目前為止只有針對果蠅及老鼠的此一行為，清楚地檢驗遺傳及神經元基礎，也是唯一的動物模型。

## 外部連結
- 唔食米都飯氣攻心？令人「瞌眼瞓」的六種食物 （页面存档备份，存于）